# To Leslie
To Leslie é um filme de drama estadunidense de 2022 dirigido por Michael Morris e escrito por Ryan Binaco. É estrelado por Andrea Riseborough, Allison Janney, Marc Maron, Andre Royo, Owen Teague, Stephen Root, James Landry Hébert, Catfish Jean e Scott Subiono.
Teve sua estreia mundial no South by Southwest em 12 de março de 2022. Seu lançamento limitado ocorreu em 7 de outubro de 2022 pela Momentum Pictures. Riseborough recebeu uma indicação de melhor atriz no Oscar 2023.

## Sinopse
Leslie é uma alcoólatra problemática e manipuladora do oeste do Texas que ganhou $ 190.000 na loteria local, apenas para esbanjar os ganhos em bebidas e drogas. Seis anos depois, Leslie está na miséria, vivendo em hotéis e nas ruas. Depois de ser expulsa de um hotel residencial, ela se reúne com seu filho distante de 20 anos, James, que permite que ela more com ele sob a condição de que ela não beba.

## Elenco
- Andrea Riseborough como Leslie Rowlands
- Allison Janney como Nancy
- Marc Maron como Sweeney
- Andre Royo como Royal
- Owen Teague como James
- Stephen Root como Dutch
- James Landry Hebert como Pete
- Catfish Jean como Darren
- Scott Subiono como Rancher Glen

## Produção e lançamento
Em julho de 2019, foi anunciado que Andrea Riseborough havia se juntado ao elenco do filme, com Michael Morris dirigindo a partir de um roteiro de Ryan Binaco. Em junho de 2020, Allison Janney e John Hawkes foram anunciados como parte do elenco do filme. Em dezembro de 2020, Marc Maron e Stephen Root foram os próximos nomes envolvidos, com Maron substituindo Hawkes. Em novembro de 2022, o filme arrecadou $ 23.304 nas bilheterias dos Estados Unidos.

## Recepção
No site agregador de resenhas Rotten Tomatoes, 98% das 52 resenhas dos críticos são positivas, com nota média de 7,70/10. O consenso do site diz: "A estrutura familiar de Leslie recebe profundidade extra por meio de uma estelar Andrea Riseborough e uma abordagem sensível e diferenciada do ciclo do vício." O Metacritic, que usa uma média ponderada, atribuiu ao filme uma pontuação de 85 em 100, com base em 15 críticos, indicando "aclamação universal".